# اطلاعات کاربر
اطلاعات کاربر، اطلاعات است که بین رابط‌های کاربردی یک کاربر منبع و سامانه مخابرات برای تحویل اطلاعات به کاربر مقصد منتقل می‌شود.
در سامانه‌های مخابرات، اطلاعات کاربر شامل اطلاعات بالاسری می‌شود.